# John Waynes filmografi (1926-1940)

## Oversigt
John Wayne begyndte at optræde i film i 1926 som statist, rekvisit-mand og stuntman, hovedsageligt for Fox Film Corporation. Han arbejdede ofte sammen med instruktøren John Ford og da Raoul Walsh foreslog ham til hovedrollen i The Big Trail (1930), en episk western, filmet i en tidlig widescreen-proces, der blev kaldt Fox Grandeur, var det Ford, der havde lagt et godt ord ind for ham. Waynes første periode som stjerne blev kort, da Fox droppede ham efter kun tre hovedroller.
Han flyttede over til Columbia Pictures, hvor han dog kom på kant med studiets boss, Harry Cohn. Som følge heraf blev Wayne afskåret fra at få hovedroller og han røg ned af rangstigen til at få biroller, dernæst til bit-player (en skuespiller med mindst én linje dialog) og endelig ned til at blive statist endnu en gang.
Efter Columbia-fiaskoen slog Wayne sin stjernestatus fast – om end som en mindre stjerne – i en række af lav-budget actionfilm (for det meste westerns) hos Warner Bros og Universal og hos mindre filmselskaber som Mascot, Monogram, og Republik. Heldigvis holdt Wayne sig på venskabelig fod med John Ford, som gav Wayne et skub fremad i karrieren med filmen Diligencen (1939). I 1940 var John Wayne omsider blevet etableret som en stor filmstjerne.

## Filmselskabernes navne og forkortelser
| forkortelse | studio navn            |     | forkortelse        | studio navn |
| ----------- | ---------------------- | --- | ------------------ | ----------- |
| Col         | Columbia               | Rep | Republic           |             |
| FN          | First National         | RKO | RKO Radio          |             |
| Fox         | Fox Films              | Sho | Showman's Pictures |             |
| Mas         | Mascot                 | Tif | Tiffany Pictures   |             |
| MGM         | Metro-Goldwyn-Mayer    | WB  | Warner Bros.       |             |
| Mon         | Monogram ("Lone Star") | UA  | United Artists     |             |
| Par         | Paramount              | Uni | Universal          |             |

## Filmografi (1926-1940)
| # | Originaltitel                                     | Studio | Rolle                              | Kvindelig hovedrolle           | Filminstruktør     | Noter |  |
| --- | ------------------------------------------------- | ------ | ---------------------------------- | ------------------------------ | ------------------ | --- |  |
| |                                                   |        |                                    |                                |                    | |  |
| - 1926 - |                                                   |        |                                    |                                |                    | |  |
| 1 | Brown of Harvard                                  | MGM    | Yale Fodboldspiller                | -                              | Jack Conway        | Wayne var en statist fodboldspiller i kamp sekvenser af denne sport drama m/ William Haines, Mary Brian, og Jack Pickford.                                                                                             |  |
| 2 | Bardelys the Magnificent                          | MGM    | Guard                              | -                              | King Vidor         | en film med John Gilbert og Eleanor Boardman. |  |
| 3 | The Great K & A Train Robbery                     | Fox    | statist                            | -                              | Lewis Seiler       | En Tom Mix westernfilm |  |
| |                                                   |        |                                    |                                |                    | |  |
| - 1927 - |                                                   |        |                                    |                                |                    | |  |
| 4 | Annie Laurie                                      | MGM    | statist                            | -                              | John S. Robertson  | m/ Lillian Gish og Norman Kerry. |  |
| 5 | The Drop Kick (USA titel)                         | FN     | statist                            | -                              | Millard Webb       | en film med Richard Barthelmess. |  |
| 5 | Glitter (GB titel)                                | FN     | statist                            | -                              | Millard Webb       | en film med Richard Barthelmess. |  |
| |                                                   |        |                                    |                                |                    | |  |
| - 1928 - |                                                   |        |                                    |                                |                    | |  |
| 6 | Mother Machree                                    | Fox    | statist                            | -                              | John Ford          | Irisk drama m/ Victor McLaglen. Wayne i sin første film med Ford. Kilder er uenige om Wayne faktisk optrådt på film, da han var en rekvisit-mand.                                                                      |  |
| 7 | Four Sons                                         | Fox    | statist                            | -                              | John Ford          | Irisk drama m/Victor McLaglen. Kilder er uenige om Wayne faktisk optrådt på film |  |
| 8 | Hangman's House                                   | Fox    | Horse Race Spectator/Condemned Man | -                              | John Ford          | Irisk drama m/ Victor McLaglen. Wayne som en tilskuer i et hestevæddeløb scene. |  |
| 9 | Noah's Ark                                        | WB     | statist                            | -                              | Michael Curtiz     | bibelske drama m/ Dolores Costello, George O'Brien, Noah Beery, og Myrna Loy. |  |
| |                                                   |        |                                    |                                |                    | |  |
| - 1929 - |                                                   |        |                                    |                                |                    | |  |
| 10 | Speakeasy                                         | Fox    | statist                            | -                              | Benjamin Stoloff   | sports drama m/ Lola Lane og Paul Page. |  |
| 11 | The Black Watch                                   | Fox    | statist                            | -                              | John Ford          | Drama om den British hær i Indien under 1. verdenskrig w / Victor McLaglen og Myrna Loy. |  |
| 12 | Words and Music                                   | Fox    | Pete Donahue                       | Lois Moran                     | James Tinling      | Wayne listet under hans navn, Duke Morrison. |  |
| 13 | Salute                                            | Fox    | Bill, Midshipman                   | -                              | John Ford          | drama m/ George O'Brien og Helen Chandler. |  |
| 14 | The Forward Pass                                  | Fox    | statist                            | -                              | Eddie Cline        | drama m/ Douglas Fairbanks, Jr. og Loretta Young. |  |
| |                                                   |        |                                    |                                |                    | |  |
| - 1930 - |                                                   |        |                                    |                                |                    | |  |
| 15 | Men Without Women                                 | Fox    | Radioman på overfladen             | -                              | John Ford          | En ubåd drama |  |
| 16 | Born Reckless                                     | Fox    | soldat                             | -                              | John Ford          | En forbrydelse melodrama m/ Edmund Lowe, Lee Tracy, og Marguerite Churchill. |  |
| 16 | Born Reckless                                     | Fox    | soldat                             | -                              | Andrew Bennison    | En forbrydelse melodrama m/ Edmund Lowe, Lee Tracy, og Marguerite Churchill. |  |
| 17 | Rough Romance                                     | Fox    | Skovhugger                         | -                              | A.F. Erickson      | en film med George O'Brien og Antonio Moreno. |  |
| 18 | Cheer Up and Smile                                | Fox    | bit-player                         | -                              | Sidney Lansfield   | musical m/ Arthur Lake, Dixie Lee, Olga Baclanova, og "Whispering" Jack Smith. |  |
| 19 | The Big Trail                                     | Fox    | Breck Coleman                      | Marguerite Churchill           | Raoul Walsh        | m/ Tyrone Power, Sr, Ian Keith, Ward Bond. En epic vestlige filmet samtidigt i standard 35mm og 70mm "Grandeur" wide-screen. Wayne's første hovedrolle.                                                                |  |
| |                                                   |        |                                    |                                |                    | |  |
| - 1931 - |                                                   |        |                                    |                                |                    | |  |
| 20 | Girls Demand Excitement                           | Fox    | Peter Brooks                       | Virginia Cherrill              | Seymour Felix      | En skole romantisk komedie. |  |
| 20 | Girls Demand Excitement                           | Fox    | Peter Brooks                       | Marguerite Churchill           | Seymour Felix      | En skole romantisk komedie. |  |
| 21 | Three Girls Lost                                  | Fox    | Gordon Wales                       | Loretta Young                  | Sidney Lansfield   | |  |
| 22 | Arizona (USA title)                               | Col    | Lt. Bob Denton                     | Laura La Plante                | George B. Seitz    | Baseret på skuespil af Augustus Thomas. Tidligere filmet i 1919 med Douglas Fairbanks i Wayne rolle. |  |
| 22 | The Virtuous Wife (GB titel)                      | Col    | Lt. Bob Denton                     | June Clyde                     | George B. Seitz    | Baseret på skuespil af Augustus Thomas. Tidligere filmet i 1919 med Douglas Fairbanks i Wayne rolle. |  |
| 23 | The Deceiver                                      | Col    | Reginald Thorpe's Lig              | -                              | Louis King         | Han spillede liget af den karakter som Ian Keith spillede i live. |  |
| 24 | Range Feud                                        | Col    | Clint Turner                       | Susan Fleming                  | D. Ross Letterman  | B-Western med Buck Jones. Wayne i en birolle |  |
| 25 | Maker of Men                                      | Col    | Dusty Rhodes                       | -                              | Edward Sedgwick    | drama m/ Jack Holt og Richard Cromwell. Wayne i en birolle |  |
| |                                                   |        |                                    |                                |                    | |  |
| - 1932 - |                                                   |        |                                    |                                |                    | |  |
| 26 | The Voice of Hollywood No. 13                     | Tif    | Sig selv                           | Thelma Todd                    | Mark D'Agostino    | |  |
| 27 | Running Hollywood                                 | Uni    | Sig selv                           | -                              | Charles Lamont     | |  |
| 28 | The Shadow of the Eagle                           | Mas    | Craig McCoy                        | Dorothy Gulliver               | Ford Beebe         | En 12-kapitlet serie. |  |
| 29 | Texas Cyclone                                     | Col    | Steve Pickett                      | Shirley Grey                   | D. Ross Lederman   | B-Western med Tim McCoy. Wayne i birolle |  |
| 30 | Two-Fisted Law                                    | Col    | Duke                               | Alice Day                      | D. Ross Lederman   | B-Western med Tim McCoy. Wayne i birolle |  |
| 31 | Lady and Gent                                     | Par    | Buzz Kinney                        | -                              | Stephen Roberts    | drama m/ George Bancroft og Wynne Gibson. Wayne i birolle. Geninspillet i 1939 som Ugift m/ Buster Crabbe i Wayne's rolle.                                                                                             |  |
| 32 | The Hurricane Express                             | Mas    | Larry Baker                        | Shirley Gray                   | Armand Schaefer    | serie |  |
| 32 | The Hurricane Express                             | Mas    | Larry Baker                        | Shirley Gray                   | J.P. McGowan       | serie |  |
| 33 | The Hollywood Handicap                            | Uni    | Himself                            | -                              | Charles Lamont     | |  |
| 34 | Ride Him, Cowboy (USA titel)                      | WB     | John Drury                         | Ruth Hall                      | Fred Allen         | Wayne's første hovedrolle i en B-Western, den første af seks han laver for Warner Bros. nyindspilning af The Unknown Cavalier (1926) m/ Ken Maynard.                                                                   |  |
| 34 | The Hawk (GB titel)                               | WB     | John Drury                         | Ruth Hall                      | Fred Allen         | Wayne's første hovedrolle i en B-Western, den første af seks han laver for Warner Bros. nyindspilning af The Unknown Cavalier (1926) m/ Ken Maynard.                                                                   |  |
| 35 | That's My Boy                                     | Col    | Football Player                    | -                              | Roy William Neill  | ´m/ Richard Cromwell og Dorothy Jordan. Wayne i birolle. |  |
| 36 | The Big Stampede                                  | WB     | John Steele                        | Mae Madison                    | Tenny Wright       | Genindspilning af Land Beyond the Law (1927) m/ Ken Maynard. Genskabt under oprindelige titel i 1936 m/ Dick Foran. |  |
| 37 | Haunted Gold                                      | WB     | John Mason                         | Sheila Terry                   | Mack V. Wright     | Genindspilning af The Phantom City (1928) m/ Ken Maynard. |  |
| |                                                   |        |                                    |                                |                    | |  |
| - 1933 - |                                                   |        |                                    |                                |                    | |  |
| 38 | The Telegraph Trail                               | WB     | John Trent                         | Marceline Day                  | Tenny Wright       | Wayne's første film m / Yakima Canutt. Et klip af denne film blev brugt iFootlight Parade(1933). Semi-remake afThe Red Raiders(1927) m / Ken Maynard.                                                                  |  |
| 39 | The Three Musketeers                              | Mas    | Tom Wayne                          | Ruth Hall                      | Armand Schaefer    | m/ Creighton Chaney. |  |
| 39 | The Three Musketeers                              | Mas    | Tom Wayne                          | Ruth Hall                      | Colbert Clark      | m/ Creighton Chaney. |  |
| 40 | Central Airport                                   | WB     | Co-pilot i vraget                  | -                              | William Wellman    | drama m/ Richard Barthelmess, Sally Eilers, og Tom Brown. |  |
| 41 | Somewhere in Sonora                               | WB     | John Bishop                        | Shirley Palmer                 | Mack V. Wright     | Genindspilning af 1927 filmen af samme titel m / Ken Maynard. |  |
| 42 | His Private Secretary                             | WB     | Dick Wallace                       | Evelyn Knapp                   | Philip H. Whitman  | Romantisk komedie lavet af det uafhængige selskab Showman's Pictures. |  |
| 43 | The Life of Jimmy Dolan (USA titel)               | WB     | Smith                              | -                              | Archie Mayo        | melodrama m/ Douglas Fairbanks, Jr. og Loretta Young. Wayne i lille birolle. |  |
| 43 | The Kid's Last Fight (GB titel)                   | WB     | Smith                              | -                              | Archie Mayo        | melodrama m/ Douglas Fairbanks, Jr. og Loretta Young. Wayne i lille birolle. |  |
| 44 | Baby Face                                         | WB     | Jimmy McCoy                        | Barbara Stanwyck               | Alfred E. Green    | Wayne i birolle. |  |
| 45 | The Man from Monterey                             | WB     | Capt. John Holmes                  | Ruth Hall                      | Mack V. Wright     | Wayne's sidste B-Western for Warner Bros.. |  |
| 46 | Riders of Destiny                                 | Mon    | Sandy Saunders ("Singing Sandy")   | Cecilia Parker                 | Robert N. Bradbury | Wayne's første B-Western for Monogram, udgivet som en "Lone Star Western", og første gang de præsenterer ham som en syngende cowboy (med en overført sangstemme). Også hans første samarbejde medGeorge "Gabby" Hayes. |  |
| 47 | The Sweetheart of Sigma Chi                       | WB     | Bit player                         | -                              | Edwin L. Marin     | en film med Mary Carlisle, Buster Crabbe, Charles Starrett, og Betty Grable. |  |
| 48 | College Coach (USA titel)                         | WB     | Student                            | -                              | William Wellman    | Wayne's sidste biroller/ bit player. Bortset fra cameos, han spiller nu hovedrollen - eller en af hovedpersonerne - i alle hans efterfølgende billeder.                                                                |  |
| 48 | Football Coach (GB titel)                         | WB     | Student                            | -                              | William Wellman    | Wayne's sidste biroller/ bit player. Bortset fra cameos, han spiller nu hovedrollen - eller en af hovedpersonerne - i alle hans efterfølgende billeder.                                                                |  |
| 49 | Sagebrush Trail                                   | Mon    | John Brant                         | Nancy Shubert                  | Armand Schaefer    | Yakima Canutt. |  |
| |                                                   |        |                                    |                                |                    | |  |
| - 1934 - |                                                   |        |                                    |                                |                    | |  |
| 50 | The Lucky Texan                                   | Mon    | Jerry Mason                        | Barbara Sheldon                | Robert N. Bradbury | George Hayes, Yakima Canutt, Earl Dwire. |  |
| 51 | West of the Divide                                | Mon    | Ted Hayden                         | Virginia Browne Faire          | Robert N. Bradbury | George Hayes, Yakima Canutt, Lafe McKee, Earl Dwire. |  |
| 52 | Blue Steel                                        | Mon    | John Carruthers                    | Eleanor Hunt                   | Robert N. Bradbury | George Hayes, Yakima Canutt, Lafe McKee, Earl Dwire. filmet i Lone Pine. |  |
| 53 | The Man from Utah                                 | Mon    | John Westen                        | Polly Ann Young                | Robert N. Bradbury | George Hayes, Yakima Canutt, Lafe McKee. |  |
| 54 | Randy Rides Alone                                 | Mon    | Randy Bowers                       | Alberta Vaughn                 | Harry L. Fraser    | George Hayes, Yakima Canutt, Earl Dwire. |  |
| 55 | The Star Packer                                   | Mon    | John Travers                       | Verna Hillie                   | Robert N. Bradbury | George Hayes, Yakima Canutt, Earl Dwire. |  |
| 56 | The Trail Beyond                                  | Mon    | Rod Drew                           | Verna Hillie                   | Robert N. Bradbury | Noah Beery, Sr., Noah Beery, Jr., Earl Dwire. Baseret på romanWolf Huntersaf James Oliver Curwood. Også filmet under romanens titel i 1926 og 1949.                                                                    |  |
| 57 | The Lawless Frontier                              | Mon    | John Tobin                         | Sheila Terry                   | Robert N. Bradbury | George Hayes, Yakima Canutt, Earl Dwire. |  |
| 58 | 'Neath the Arizona Skies                          | Mon    | Chris Morrell                      | Sheila Terry                   | Harry Frazer       | George Hayes, Yakima Canutt. |  |
| |                                                   |        |                                    |                                |                    | |  |
| - 1935 - |                                                   |        |                                    |                                |                    | |  |
| 59 | Texas Terror                                      | Mon    | John Higgins                       | Lucile Brown                   | Robert N. Bradbury | George Hayes. |  |
| 60 | Rainbow Valley                                    | Mon    | John Martin                        | Lucille Brown                  | Robert N. Bradbury | George Hayes. |  |
| 61 | The Desert Trail                                  | Mon    | John Scott                         | Mary Kornman                   | Cullen Lewis       | Paul Fix. |  |
| 62 | The Dawn Rider                                    | Mon    | John Mason                         | Marion Burns                   | Robert N. Bradbury | Yakima Canutt. |  |
| 63 | Paradise Canyon                                   | Mon    | John Wyatt                         | Marion Burns                   | Carl Pierson       | Yakima Canutt. Wayne's sidste "Lone Star" western for Monogram. |  |
| 64 | Westward Ho                                       | Rep    | John Wyatt                         | Sheila Mannors                 | Robert N. Bradbury | Yakima Canutt. filmet i Lone Pine. Wayne's første film for Republic Pictures. |  |
| 65 | The New Frontier                                  | Rep    | John Dawson                        | Muriel Evans                   | Carl Pierson       | Ikke at forveksle med filmen fra 1939 Wayne medvirkede i med titelen New Frontier(ingen "The"). |  |
| 66 | Lawless Range                                     | Rep    | John Middleton                     | Sheila Mannors                 | Robert N. Bradbury | Yakima Canutt. |  |
| |                                                   |        |                                    |                                |                    | |  |
| - 1936 - |                                                   |        |                                    |                                |                    | |  |
| 67 | The Oregon Trail                                  | Rep    | Capt. John Delmont                 | Ann Rutherford                 | Scott Pembroke     | Yakima Canutt. filmet i Lone Pine. |  |
| 68 | The Lawless Nineties                              | Rep    | John Tipton                        | Ann Rutherford                 | Joseph Kane        | |  |
| 69 | King of the Pecos                                 | Rep    | John Clayborn                      | Muriel Evans                   | Joseph Kane        | Yakima Canutt. filmet i Lone Pine. |  |
| 70 | The Lonely Trail                                  | Rep    | Captain John Ashley                | Ann Rutherford                 | Joseph Kane        | Yakima Canutt. |  |
| 71 | Winds of the Wasteland                            | Rep    | John Blair                         | Phyllis Fraser                 | Mack V. Wright     | |  |
| 72 | Sea Spoilers                                      | Uni    | Bob Randall                        | Nan Grey                       | Frank Strayer      | Den første af seks ikke-westerns, Wayne lavede for Universal. |  |
| 73 | Conflict                                          | Uni    | Pat Glendon                        | Jean Rogers                    | David Howard       | Baseret på romanen The Abysmal Brute af Jack London. |  |
| |                                                   |        |                                    |                                |                    | |  |
| - 1937 - |                                                   |        |                                    |                                |                    | |  |
| 74 | California Straight Ahead!                        | Uni    | Biff Smith                         | Louise Latimer                 | Arthur Lubin       | |  |
| 75 | I Cover the War                                   | Uni    | Bob Adams                          | Gwen Gaze                      | Arthur Lubin       | filmet i Lone Pine. |  |
| 76 | Idol of the Crowds                                | Uni    | Johnny Hanson                      | Sheila Bromley                 | Arthur Lubin       | |  |
| 77 | Adventure's End                                   | Uni    | Duke Slade                         | Diana Gibson                   | Arthur Lubin       | Den sidste af Wayne's ikke-Western "B" film for Universal. |  |
| 78 | Born to the West (original title)                 | Par    | Dare Rudd                          | Marsha Hunt                    | Charles Barton     | Johnny Mack Brown.Baseret på romanen af samme navn, af Zane Grey. Tidligere filmet i 1926 med Jack Holt i Wayne rolle.                                                                                                 |  |
| 78 | Hell Town (reissue title)                         | Par    | Dare Rudd                          | Marsha Hunt                    | Charles Barton     | Johnny Mack Brown.Baseret på romanen af samme navn, af Zane Grey. Tidligere filmet i 1926 med Jack Holt i Wayne rolle.                                                                                                 |  |
| |                                                   |        |                                    |                                |                    | |  |
| - 1938 - |                                                   |        |                                    |                                |                    | |  |
| 79 | Pals of the Saddle                                | Rep    | Stoney Brooke                      | Doreen McKay                   | George Sherman     | Ray Corrigan (Tucson Smith) og Max Terhune (Lullaby Joslin). Den første af otte film Wayne lavede for Republic's "Three Mesquiteers" serien.                                                                           |  |
| 80 | Overland Stage Raiders                            | Rep    | Stoney Brooke                      | Louise Brooks                  | George Sherman     | Ray Corrigan (Tucson Smith) og Max Terhune (Lullaby Joslin). Louise Brooks sidste film. |  |
| 81 | Santa Fe Stampede                                 | Rep    | Stoney Brooke                      | June Martel                    | George Sherman     | Ray Corrigan (Tucson Smith) og Max Terhune (Lullaby Joslin). |  |
| 82 | Red River Range                                   | Rep    | Stoney Brooke                      | Lorna Gray                     | George Sherman     | Ray Corrigan (Tucson Smith) og Max Terhune (Lullaby Joslin). |  |
| |                                                   |        |                                    |                                |                    | |  |
| - 1939 - |                                                   |        |                                    |                                |                    | |  |
| 83 | Stagecoach                                        | UA     | Henry ("The Ringo Kid")            | Claire Trevor                  | John Ford          | John Carradine, Andy Devine, George Bancroft, Louise Platt, Tim Holt, Tom Tyler. filmet i Monument Valley. Dette er filmen, der øgede Waynes stjernestatus.                                                            |  |
| 84 | The Night Riders                                  | Rep    | Stoney Brooke                      | Doreen McKay                   | George Sherman     | Ray Corrigan (Tucson Smith) og Max Terhune (Lullaby Joslin), Tom Tyler. The story of this film was loosely based on the incidents in the life of James Reavis.                                                         |  |
| 85 | Three Texas Steers (USA titel)                    | Rep    | Stoney Brooke                      | Carole Landis                  | George Sherman     | Ray Corrigan (Tucson Smith) og Max Terhune (Lullaby Joslin). |  |
| 85 | Danger Rides the Range (GB titel)                 | Rep    | Stoney Brooke                      | Carole Landis                  | George Sherman     | Ray Corrigan (Tucson Smith) og Max Terhune (Lullaby Joslin). |  |
| 86 | Wyoming Outlaw                                    | Rep    | Stoney Brooke                      | Adele Pearce                   | George Sherman     | Ray Corrigan (Tucson Smith) og Raymond Hatton (Rusty Joslin). |  |
| 87 | New Frontier (original title)                     | Rep    | Stoney Brooke                      | Jennifer Jones (Phyllis Isley) | George Sherman     | Ray Corrigan (Tucson Smith) og Raymond Hatton (Rusty Joslin). Film debut for Phyllis Isley, senere kendt som Jennifer Jones. Wayne's sidste film i "Three Mesquiteers" serien og hans sidste B-Western.                |  |
| 87 | Frontier Horizon (TV titel)                       | Rep    | Stoney Brooke                      | Jennifer Jones (Phyllis Isley) | George Sherman     | Ray Corrigan (Tucson Smith) og Raymond Hatton (Rusty Joslin). Film debut for Phyllis Isley, senere kendt som Jennifer Jones. Wayne's sidste film i "Three Mesquiteers" serien og hans sidste B-Western.                |  |
| 88 | Allegheny Uprising (USA titel)                    | RKO    | Jim Smith                          | Claire Trevor                  | William A. Seiter  | |  |
| 88 | The First Rebel (GB titel)                        | RKO    | Jim Smith                          | Claire Trevor                  | William A. Seiter  | |  |
| |                                                   |        |                                    |                                |                    | |  |
| - 1940 - |                                                   |        |                                    |                                |                    | |  |
| 89 | Dark Command                                      | Rep    | Bob Seton                          | Claire Trevor                  | Raoul Walsh        | Walter Pidgeon, Roy Rogers, og George "Gabby" Hayes. |  |
| 90 | Screen Snapshots Series 19, No. 8: Cowboy Jubilee | Rep    | Sig selv                           | -                              | Ralph Staub        | |  |
| 91 | Three Faces West                                  | Rep    | John Phillips                      | Sigrid Gurie                   | Bernard Vorhaus    | Charles Coburn |  |
| 92 | The Long Voyage Home                              | UA     | John Phillips                      | Mildred Natwick                | John Ford          | Thomas Mitchell, Barry Fitzgerald, Ward Bond. Baseret på "four one-act plays" af Eugene O'Neill. |  |
| 93 | Seven Sinners (original title)                    | Uni    | Lt. Dan Brent                      | Marlene Dietrich               | Tay Garnett        | Wayne's første af tre teamings med Dietrich. |  |
| 93 | Cafe of the Seven Sinners (GB re-issue titel)     | Uni    | Lt. Dan Brent                      | Marlene Dietrich               | Tay Garnett        | Wayne's første af tre teamings med Dietrich. |  |
| NOTE: I nogle af Wayne filmografier er han listet som doubling for Gene Autry for the "car trolley crash stunt" i Melody Ranch (1940). Det virker højst usandsynligt at antage dette, da Wayne var blevet en stor stjerne på dette tidspunkt i sin karriere. |                                                   |        |                                    |                                |                    | |  |